# Xylena mertena
Xylena mertena är en fjärilsart som beskrevs av Smith 1909. Xylena mertena ingår i släktet Xylena och familjen nattflyn. Inga underarter finns listade i Catalogue of Life.